# Retrato del Abbé de Saint-Non
Retrato del Abbé de Saint-Non es una pintura del artista rococó francés Jean Honoré Fragonard, que data de 1769. Es una pintura al óleo sobre tela con unas dimensiones de 80 centímetros de alto y 65 cm de ancho. Se conserva en el Museo del Louvre de París, Francia.
Entre los diversos géneros que abordó el pintor Fragonard está el del retrato. Sus retratos son de rápida ejecución, predominando en ellos la captación de posturas instantáneas, en lugar de esforzarse por lograr el parecido o la penetración psicológica. Inventa la figura de fantasía, una nueva concepción del retrato. Son retratos libres y esbozados con brío, entre los que se encuentra este Retrato del Abbé de Saint-Non.
El llamado abad de Saint-Non (Jean-Claude Richard) era un hijo segundón de una familia noble francesa, que a falta de un título aristocrático (reservado al hermano mayor) emprendió la carrera de derecho y recibió un cargo de abad o subdiácono. Sin embargo, prefirió volcarse en el arte, trabajando como grabador. En Italia conoció a Hubert Robert y Fragonard, y de vuelta en París grabó diseños de ambos.
Este retrato es de pincelada suelta, ejecución rápida, «pintado en una hora». Se presenta al retratado de medio cuerpo, con la cabeza girada hacia atrás. Viste ricas ropas que ondean con gran dinamismo. Es una postura reiterada en muchos otros de sus retratos o figuras de fantasía. 
Fragonard pintó al menos otro retrato de Saint-Non, Jean-Claude Richard, l'abbé de Saint-Non, vestido a la española, de cuerpo entero, que perteneció al político español Francesc Cambó y que pasó, junto con la mayor parte de su legado, al MNAC de Barcelona.

## Galería
Otros retratos de la misma época, en los que puede verse idéntica postura:

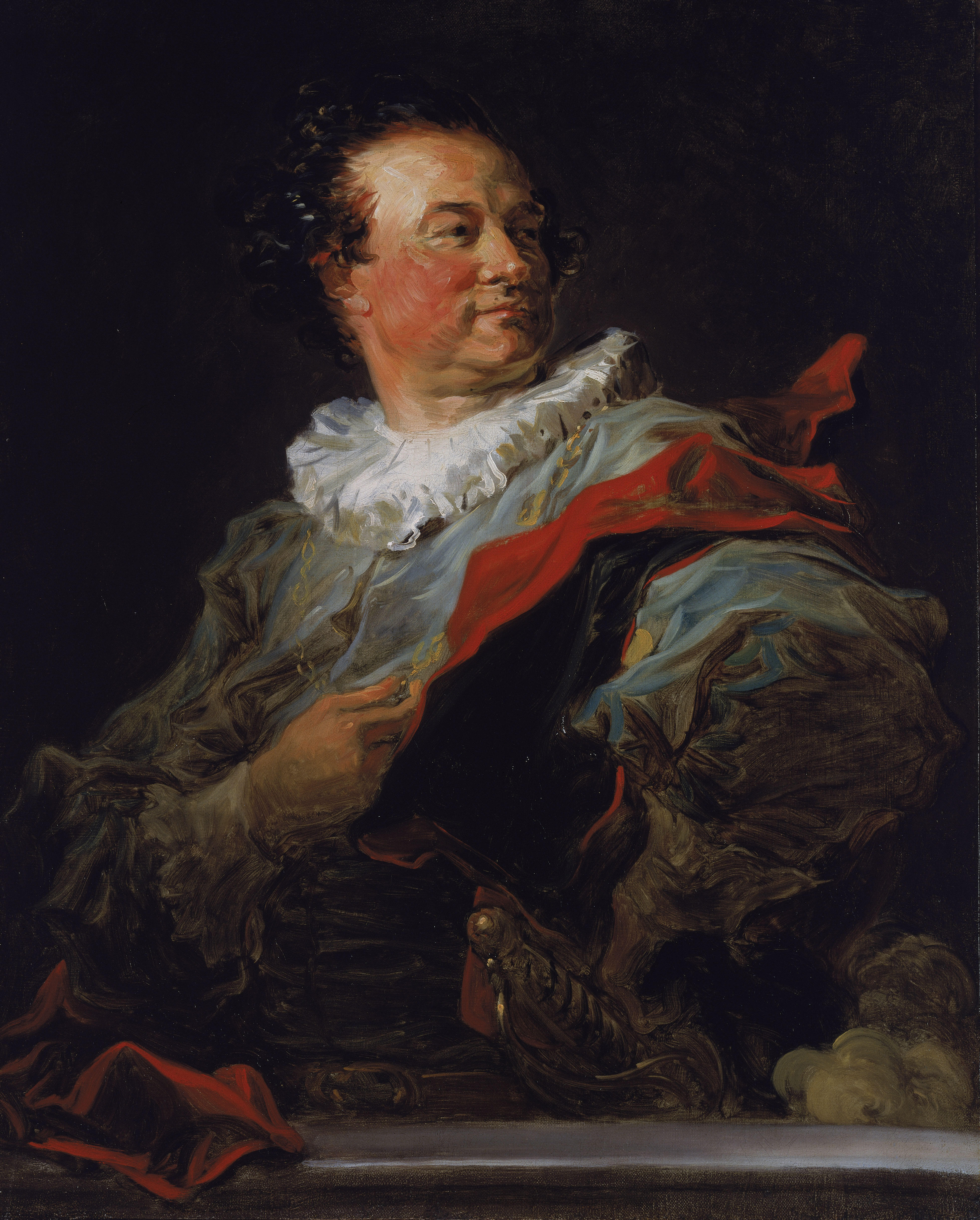
Retrato de François-Henri d'Harcourt, h. 1769, óleo sobre lienzo
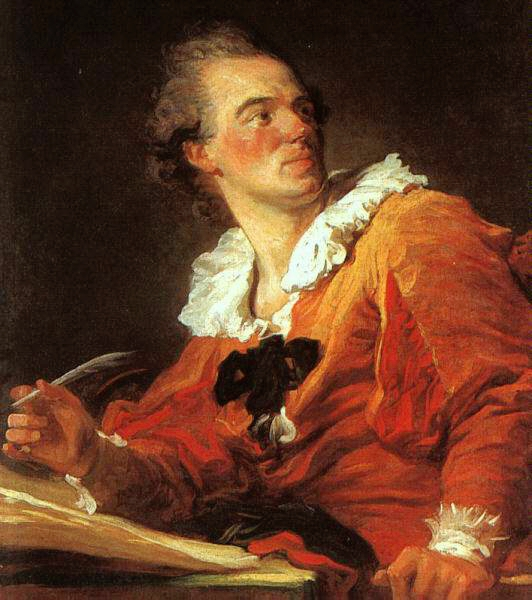
Inspiración o El escritor (posible autorretrato), 1769, París, Louvre
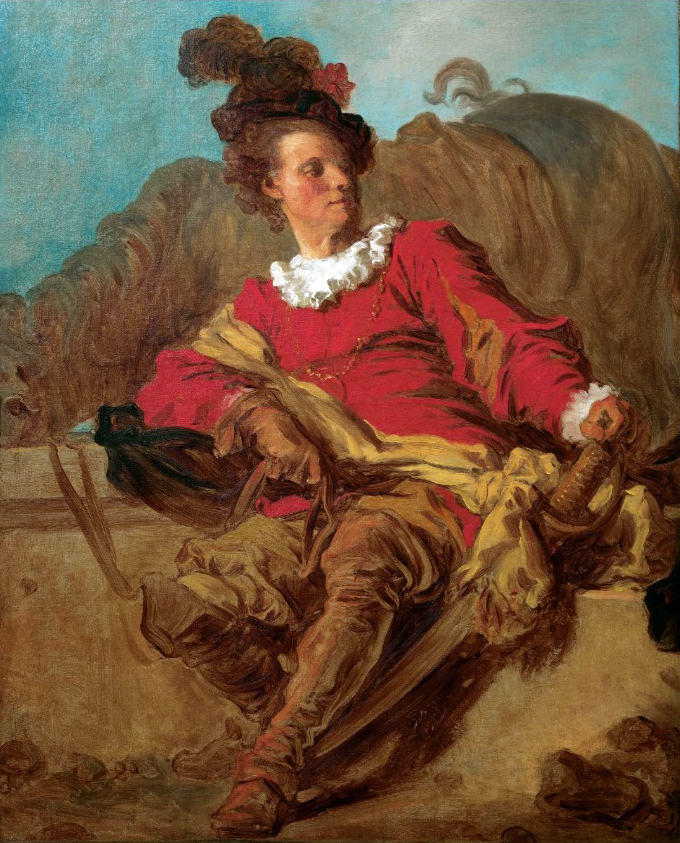
Jean-Claude Richard, l'abbé de Saint-Non, vestido a la española, h. 1769, Barcelona, MNAC